# 国际布尔什维克倾向
国际布尔什维克倾向（英語：International Bolshevik Tendency）是一个托洛茨基主义国际组织。
国际布尔什维克倾向最初称作外部倾向，由国际斯巴达克斯主义倾向（现名国际共产主义联盟（第四国际主义者））的前成员于1982年创建。
在认定国际斯巴达克斯主义倾向自1960年代—1970年代末是唯一具有一致革命纲领的团体的同时，外部倾向的成员声称1970年代末—1980年代初其经历了"政治堕落的过程"。这一说法遭到国际斯巴达克斯主义倾向以及后来的国际共产主义联盟（第四国际主义者）的质疑。
虽然外部倾向曾与国际斯巴达克斯主义倾向的领导人进行辩论性的交流，但到了1985年，外部倾向将国际斯巴达克斯主义倾向的“背离革命”历史视为“质的完成”。
1991年，总部位于美国的“布尔什维克倾向”与新西兰的“不断革命团体”在美国加利福尼亚州奥克兰举行联合会议，会上宣布合并。同年8月，上述合并后的组织又吸纳了总部位于西柏林的“第四国际团体”的前成员。这一系列合并使该组织更名为国际布尔什维克倾向。
2018年10月，国际布尔什维克倾向的一些成员离开该组织。离开的成员组成一个名为“布尔什维克倾向和布尔什维克团体（韩国）”的组织，认同“布尔什维克倾向”与“不断革命团体”合并之前的政治立场。离开的成员提到在对于俄罗斯和帝国主义的看法上与国际布尔什维克倾向的分歧，主要关于俄罗斯是否能被称作帝国主义国家，离开的成员认为俄罗斯的性质不是帝国主义。他们在对于埃及、土耳其和伊朗政权的性质的看法上与国际布尔什维克倾向日益加剧的分歧也是分裂的原因之一。国际布尔什维克倾向表示，他们不认为这些分歧足以成为分裂的充分理由，并呼吁前成员重新加入。